# Dragan Maršićanin
Dragan Maršićanin (Beograd, 1950.) je bivši srbijanski političar, predsjednik Skupštine Srbije dva puta (od 22. siječnja 2001. do 6. prosinca iste godine, i od 4. veljače 2004. do 3. ožujka iste godine), vršitelj dužnosti predsjednika Srbije (veljača 2004. - ožujak 2004.), i ministar gospodarstva Srbije (ožujak 2004 - listopad 2004).
Bio je kandidat Demokratske stranke Srbije na predsjedničkim izborima 2004. godine, i osvojio je četvrto mjesto. Nakon toga, izabran je za veleposlanika Srbije u Švicarskoj.